# ديبورا دينيز
ديبورا دينيز (بالبرتغالية: Debora Diniz‏) هي عالمة الإنسان برازيلية، ولدت في 1970 في ماسايو في البرازيل.

## وصلات خارجية
- ديبورا دينيز على موقع IMDb (الإنجليزية)